# 鄭瑩
鄭瑩，前Now新聞台及Now財經台主播。2018年加入無綫新聞旗下無綫財經資訊台首席財經主播及記者，現時主要主持翡翠台交易現場及財經體育資訊台財經新聞報道，及該頻道王牌節目智富360主要時段，收市大檢閱，十點無綫財經等…

## 個人生活
鄭瑩是前有線娛樂新聞台主播鄭文之妹妹。